# Physaria pygmaea
Physaria pygmaea là một loài thực vật có hoa trong họ Cải. Loài này được O'Kane & Al-Shehbaz mô tả khoa học đầu tiên năm 2004.